# Barnmisshandel
Barnmisshandel innebär att barn utsätts för våld, kränkning eller vanvård av vårdnadshavare eller annan vuxen person.
Kommittén mot barnmisshandels definition av barnmisshandel innefattar när en vuxen person utsätter ett barn för fysiskt eller psykiskt våld, sexuella övergrepp, kränkningar eller försummar att tillgodose barnets grundläggande behov. Att uppleva våld mellan de vuxna i familjen jämställs med psykiskt våld.
Våld mot barn är ett folkhälsoproblem i såväl hög som låginkomstländer Utsatthet för våld och försummelse försämrar barns fysiska, känslomässiga och kognitiva utveckling – på kort och på lång sikt. Barnmisshandel kan leda till fysiska skador, bestående neurologisk funktionsnedsättning och ibland död. Andra konsekvenser inkluderar psykiska besvär (t.ex. ångest, depression och posttraumatiskt stressyndrom), försenad utveckling, inlärnings- svårigheter och beteendestörningar. Varje år utsätts mellan fyra och sexton procent av barn i västvärlden för fysiskt våld i hemmet och var tionde barn utsätts för psykiskt våld eller försummelse.
Barnmisshandel kan ibland vara svårt för utomstående att upptäcka. Grund för misstanke om att föräldrarnas förklaring till hur ett barns skada uppstått inte verkar rimlig, eller om förklaringen ändras. Barn som för sin ålder är ovanligt oroliga, oregerliga eller svåra att kommunicera med är också oftare utsatta för misshandel.
Barnaga är idag (12 maj 2024) förbjudet i 59 länder och klassas således som misshandel i dessa länder. Enligt en studie som genomförts på uppdrag av FN har cirka 80 procent av världens barn utsatts för aga.

## Bakgrund
Misshandel av barn beskrivs i medicinsk litteratur redan på 1800-talet men kunskapen började få större spridning först långt senare. Barnmisshandel kan ofta vara dolt i familjen och det finns risk för underdiagnostik bland annat eftersom barnet inte kan föra sin egen talan. Samtidigt är överdiagnostik allvarligt eftersom samhällets ingripanden och åtgärder kan leda till att en familj kan splittras på felaktig grund.

## Sverige
I Sverige är allt våld mot barn, uppfostrande eller icke, uttryckligt förbjudet sedan juli 1979 (föräldrars rätt att aga sina barn avskaffades 1966). Barnmisshandel behandlas inte separat i brottsbalken utan rubriceras som misshandel. Enligt 6 kap 1 § föräldrabalken ska barn "behandlas med aktning för sin person och egenart och får inte utsättas för kroppslig bestraffning eller annan kränkande behandling".
I Sverige utsätts fler pojkar än flickor för misshandel och bland barn 0–6 år är misshandel vanligast i åldersgruppen 4–6 år. Cirka en tredjedel av gärningspersonerna är kvinnor, alltså en större andel än vid många andra typer av brott. 15 procent av gärningspersonerna är styvföräldrar och två tredjedelar av offren har skilda föräldrar. Det är också vanligt att personer som anmäls för barnmisshandel tidigare lagförts för brott.
I Sverige (och även i resten av Norden) är våld mot barn idag mycket ovanligt jämfört med andra länder. En stor minskning i barnmisshandel har skett sedan lagändringen 1979. 1950–1969 var våld en del av svenska barns vardag, men år 2000 uppger en majoritet av 10–12-åringar (86 %) att de aldrig utsatts för någon form av kroppslig bestraffning.
1998–2008 skedde en kraftig ökning av polisanmäld barnmisshandel i Sverige. Enligt Brottsförebyggande rådet beror ökningen främst på ökning i anmälningsbenägenhet. År 2008 anmäldes 1900 misshandelsbrott mot barn i åldern 0–6 år och 8600 misshandelsbrott mot barn i åldern 7–14 år.

### Insatser från socialtjänsten
SBU har i en vetenskaplig utvärdering och systematisk litteraturöversikt gått igenom vilka åtgärder som kan vara till hjälp för barn som utsätts för våld och försummelse i hemmet. Utvärderingen visar att insatser som kan användas inom socialtjänsten kan minska våld och försummelse av barn upp till skolåldern: Project Support och Parent Child Interaction Therapy (PCIT). Dessa insatser kan även leda till att barnens utagerande beteende minskar. PCIT kan också förbättra samspelet mellan barn och föräldrar.
Insatser som riktas mot små barns anknytning till vårdnadshavaren, till exempel Attachment and Biobehavioral Catch-up (ABC), kan leda till att färre barn får så kallad desorganiserad anknytning som är förknippat med senare utveckling av psykisk ohälsa och kamratsvårigheter.

## Skakvåld
Skakvåld innebär att en person skakar ett barn så att barnets huvud kastas fram och tillbaka. Neurokirurgen Guthkelch lade 1971 fram en hypotes om att misshandel kan ge upphov till subduralblödning utan att det  finns några synliga yttre skallskador. Sambandet mellan skakvåld, subduralblödning och ögonbottenblödning beskrevs år 1972 och kallades då the Whiplash shaken infant syndrome. Skadorna ansågs uppkomma då barnets huvud genom skakning utsattes för accelerationdeceleration och rotationskrafter. Teorin ifrågasattes vid flera fall, bl.a. i en biomekanikstudie från 1987. Slutsatsen i denna studie var att isolerad skakning utan direkt våld, troligen inte ger tillräcklig kraft för att orsaka dessa skador. Benämningen på tillståndet har senare ändrats till Shaken baby syndrome (SBS) och en mängd studier har publicerats om sambandet mellan olika kliniska och röntgenologiska fynd och skador orsakade av skakvåld.
I en systematisk litteraturöversikt från 2016 fann svenska SBU att det fanns begränsat vetenskapligt för att triaden och dess delkomponenter kunde förekomma vid skakvåld. Rapporten fann även otillräckligt vetenskapligt underlag för att bedöma träffsäkerheten av triaden för att identifiera skakvåld, och att det förekommit cirkelresonemang vid kopplingen mellan skakvåld och triaden.